# Пфеффер фон Заломон, Франц Феликс
Франц Феликс Пфеффер фон Заломон (нем. Franz Felix Pfeffer von Salomon; 19 февраля 1888 года, Дюссельдорф, Германская империя — 12 апреля 1968 года, Мюнхен, Бавария, ФРГ) — руководитель Штурмовых отрядов (СА) (1 ноября 1926 года — 29 августа 1930 года), обергруппенфюрер СА.

## Биография
Сын правительственного советника. Получил юридическое образование в Гейдельбергском университете, после окончания которого в 1910 году поступил фаненюнкером в пехотный полк № 13 в Мюнстере. В 1911 году был произведён в лейтенанты.
Участник Первой мировой войны, служил в Генеральном штабе и на Западном фронте. К концу войны — командир батальона, капитан.
После окончания войны в ноябре 1918 — марте 1920 года руководил созданным им соединением Добровольческого корпуса «Пфеффер», участвовал в боях с коммунистами в Руре, в Прибалтике, в Верхней Силезии, в Литве. В марте 1920 года принимал участие в Капповском путче, за что был уволен из армии. В 1921 году амнистирован.
В 1923 году принимал активное участие в антифранцузских выступлениях в Руре. С 1924 года член Народно-социального блока. 10 марта 1925 года вступил в НСДАП (партбилет № 16 101). С 27 марта 1925 по 6 марта 1926 года — гауляйтер и руководитель СА Вестфалии, руководил созданием здесь организаций НСДАП и СА. С 7 марта по 19 июня 1926 года вместе с Йозефом Геббельсом к Карлом Кауфманом входил в состав комитета, управлявшего гау Вестфалия. В июне — ноябре 1926 года был руководителем СА в Мюнхене.
1 ноября 1926 года председатель НСДАП Адольф Гитлер назначил Ф. Пфеффера фон Заломона Верховным руководителем СА («Oberster Führer der SA»). В период его руководства Штурмовые отряды превратились в практически совершенно независимое боевое соединение, а количество членов СА возросло примерно до 80 тысяч человек в 1930 году. Сам Ф. Пфеффер фон Заломон отстаивал идею самостоятельного статуса СА в партии, что вызвало обострение его отношений с А. Гитлером. Кроме того, противостояние СС и СА вылилось в открытые столкновения, среди которых кульминацией стал бунт берлинских штурмовиков — т. н. «путч Штеннеса». После этого, озабоченный вольницей в СА, А. Гитлер 29 августа 1930 года отстранил Пфеффера фон Заломона и сам занял пост Верховного руководителя СА. В 1930—1934 годах Пфеффер фон Заломон руководил отделом «за порядок и культуру». С 6 ноября 1932 до ноября 1941 года — депутат Рейхстага от округа Южный Ганновер — Брауншвейг.
После 1933 года возглавлял дипломатическую разведку Германии, пользовался покровительством заместителя фюрера Рудольфа Гесса. Позже отошел от политической деятельности и перевелся в Имперское министерство путей сообщения. После того, как в мае 1941 года Р. Гесс улетел в Великобританию, был арестован, но вскоре освобождён. 24 ноября 1941 года исключён из НСДАП. Был связан с участниками Июльского заговора 1944 года.
После покушения на А. Гитлера 20 июля 1944 года по распоряжению секретаря фюрера Мартина Бормана был арестован, но вскоре освобождён. В 1945 году командовал дивизией Фольксштурма.
После Второй мировой войны в конце сороковых — начале пятидесятых годов принимал активное участие в гессенской земельной организации консервативной Немецкой партии.
Некоторые из детей Пфеффера в дальнейшем эмигрировали в ЮАР.